# Martellato

Le martellato prend la forme d'un chevron droit placé sur la note à accentuer.

Dans le solfège, le martellato (de l'italien, signifiant marteler) est une manière d'articuler, pour accentuer une note en jouant sur la dynamique du son.

## Dénomination
Le martellato est aussi appelé « martelé », ou tout simplement « accent », parmi les autres accentuations musicales existantes (staccato, staccatissimo, marcato, tenuto, louré).  
En jazz, le martellato est aussi appelé « anglais : dah »,.

## Notation
Graphiquement, il s'agit d'un chevron droit  « > » placé au-dessus de la 
note à accentuer.

## Effet recherché
Le martellato rappelle le « decrescendo », où il est question d'obtenir une diminution progressive du son.
L'attaque est forte puis la diminution progressive mais rapide. Le son obtenu est comparable à une cloche que l'on sonne.